# 青柳のはなし

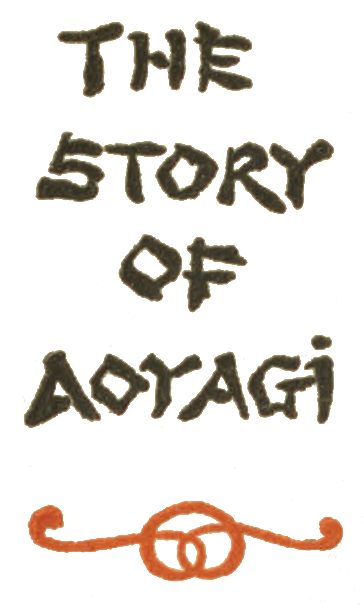

『青柳のはなし』（あおやぎのはなし）は小泉八雲の短編集『怪談』の収録作品。日本の伝説が元になっている。
異類婚姻譚の一種であり、柳の樹霊である美女が人間の元に正体を隠して嫁ぐが破局するという、『鶴女房（鶴の恩返し）』や『葛の葉』と共通する主題の物語。

## あらすじ
若い武士が山里で、年老いた両親と暮らす青柳と言う名の美女と知り合って妻に迎える。
様々な弊害を乗り越えた後、領主にも婚礼を認められ幸せな毎日を送るが、あるとき美女は倒れてしまう。
実は彼女と両親は柳の化身であり、本体である柳が伐採されることになったため武士の妻でいることは出来なくなったのだった。美女は武士の腕の中で着物と簪を残して消えてしまった。
悲しみのあまり出家した武士は巡礼の旅で山里を訪れ、そこでむごたらしく切り倒された三つの柳の切り株を見つけそこに慰霊の墓標を建てるのだった。

## 関連作品
- 三十三間堂棟木由来（さんじゅうさんげんどうむなぎのゆらい） - 宝暦10年（1760年）初演。若竹笛躬、中邑阿契合作。柳伝説をもとに大幅に脚色した人形浄瑠璃・歌舞伎作品。